# Brachypogon ussuriensis
Brachypogon ussuriensis är en tvåvingeart som beskrevs av Glukhova 1979. Brachypogon ussuriensis ingår i släktet Brachypogon och familjen svidknott. Inga underarter finns listade i Catalogue of Life.